# Liste der denkmalgeschützten Objekte in Prešov/Prešov H
Die Liste der denkmalgeschützten Objekte in Prešov/Prešov A-F enthält die 163 nach slowakischen Denkmalschutzvorschriften geschützten Objekte in der Stadt Prešov im Okres Prešov im Bereich der Hlavná ulica.

## Denkmäler
| Foto |                 | Denkmal / č. ÚZPF                                                   | Standort / Konskr. Nr.                                   | Offizielle Beschreibung                             | Beschreibung | Metadaten                                                                    |
| ---- | --------------- | ------------------------------------------------------------------- | -------------------------------------------------------- | --------------------------------------------------- | --- | ---------------------------------------------------------------------------- |
| ja   | Datei hochladen | Gedenkstätte(sk) ObjektID: 707-1443/0                               | Hlavná ul. Standort KG: Prešov Konskr.Nr.:               | vzbura vojakov                                      | für die meuternden Soldaten | č. NKP: 707-1443/0 Stand des NKP: 2012-02-08 Name: PRIESTOR PAMÄTNÝ          |
| ja   | Datei hochladen | Platz(sk) ObjektID: 707-2088/1                                      | Hlavná ul. Standort KG: Prešov Konskr.Nr.:               | Caraffove obete; Miesto obetí Caraffu Antonia       | Hinrichtungsort der Opfer Antonio von Caraffas (Märtyrer von Eperjes)                                                                                     | č. NKP: 707-2088/1 Stand des NKP: 2012-02-08 Name: PRIESTOR PAMÄTNÝ          |
| ja   | Datei hochladen | Figurengruppe auf Säule(sk) ObjektID: 707-2088/2                    | Hlavná ul. Standort KG: Prešov Konskr.Nr.:               | sv.Trojica                                          | Sogenanntes Dreifaltigkeitsmonument, eigentlich Darstellung der Maria Immaculata                                                                          | č. NKP: 707-2088/2 Stand des NKP: 2012-02-08 Name: SÚSOŠIE NA STĹPE          |
| ja   | Datei hochladen | Brunnen(sk) ObjektID: 707-2257/0                                    | Hlavná ul. Standort KG: Prešov Konskr.Nr.:               | Neptún; Neptúnova kašna                             | Neptunbrunnen | č. NKP: 707-2257/0 Stand des NKP: 2012-02-08 Name: FONTÁNA                   |
| ja   | Datei hochladen | Bischofspalast(sk) ObjektID: 707-3172/1                             | Hlavná ul. 1 Standort KG: Prešov Konskr.Nr.:             | radový; Biskupský palác                             | Reihenhaus | č. NKP: 707-3172/1 Stand des NKP: 2012-02-08 Name: PALÁC BISKUPSKÝ           |
| ja   | Datei hochladen | Kirche(sk) ObjektID: 707-3172/2                                     | Hlavná ul. 1 Standort KG: Prešov Konskr.Nr.: 2871        | gr.k.sv.Jána Krstiteľa                              | griechisch katholische Kirche St. Johannes der Täufer | č. NKP: 707-3172/2 Stand des NKP: 2012-02-08 Name: KOSTOL                    |
| ja   | Datei hochladen | Bürgerhaus(sk) ObjektID: 707-3174/0                                 | Hlavná ul. 2 Standort KG: Prešov Konskr.Nr.: 2943        | prejazdový,nárožný                                  | Eckhaus, Passage | č. NKP: 707-3174/0 Stand des NKP: 2012-02-08 Name: DOM MEŠTIANSKY            |
| ja   | Datei hochladen | Bürgerhaus(sk) ObjektID: 707-3175/0                                 | Hlavná ul. 3 Standort KG: Prešov Konskr.Nr.: 2872        | priechodový,radový                                  | Reihenhaus, Passage | č. NKP: 707-3175/0 Stand des NKP: 2012-02-08 Name: DOM MEŠTIANSKY            |
| ja   | Datei hochladen | Bürgerhaus(sk) ObjektID: 707-3176/0                                 | Hlavná ul. 4 Standort KG: Prešov Konskr.Nr.: 2944        | prejazdový,radový                                   | Reihenhaus, Passage | č. NKP: 707-3176/0 Stand des NKP: 2012-02-08 Name: DOM MEŠTIANSKY            |
| ja   | Datei hochladen | Bürgerhaus(sk) ObjektID: 707-3177/0                                 | Hlavná ul. 5 Standort KG: Prešov Konskr.Nr.: 2873        | prejazdový,radový                                   | Reihenhaus, Passage | č. NKP: 707-3177/0 Stand des NKP: 2012-02-08 Name: DOM MEŠTIANSKY            |
| ja   | Datei hochladen | Bürgerhaus(sk) ObjektID: 707-3178/0                                 | Hlavná ul. 6 Standort KG: Prešov Konskr.Nr.: 2945        | prejazdový,radový                                   | Reihenhaus, Passage | č. NKP: 707-3178/0 Stand des NKP: 2012-02-08 Name: DOM MEŠTIANSKY            |
| ja   | Datei hochladen | Bürgerhaus(sk) ObjektID: 707-3179/0                                 | Hlavná ul. 7 Standort KG: Prešov Konskr.Nr.: 2874        | prejazdový,radový                                   | Reihenhaus, Passage | č. NKP: 707-3179/0 Stand des NKP: 2012-02-08 Name: DOM MEŠTIANSKY            |
| ja   | Datei hochladen | Bürgerhaus(sk) ObjektID: 707-3180/0                                 | Hlavná ul. 8 Standort KG: Prešov Konskr.Nr.: 2946        | prejazdový,radový; gréckokatolícka fara             | Reihenhaus, Passage, griechisch katholische Pfarrei | č. NKP: 707-3180/0 Stand des NKP: 2012-02-08 Name: DOM MEŠTIANSKY            |
| ja   | Datei hochladen | Bürgerhaus(sk) ObjektID: 707-3181/0                                 | Hlavná ul. 9 Standort KG: Prešov Konskr.Nr.: 2875        | prejazdový,radový                                   | Reihenhaus, Passage | č. NKP: 707-3181/0 Stand des NKP: 2012-02-08 Name: DOM MEŠTIANSKY            |
| ja   | Datei hochladen | Bürgerhaus(sk) ObjektID: 707-3182/0                                 | Hlavná ul. 10 Standort KG: Prešov Konskr.Nr.: 2947       | priechodový,radový                                  | Reihenhaus, Passage | č. NKP: 707-3182/0 Stand des NKP: 2012-02-08 Name: DOM MEŠTIANSKY            |
| ja   | Datei hochladen | Bürgerhaus(sk) ObjektID: 707-3183/0                                 | Hlavná ul. 11 Standort KG: Prešov Konskr.Nr.: 2876       | prejazdový,radový                                   | Reihenhaus, Passage | č. NKP: 707-3183/0 Stand des NKP: 2012-02-08 Name: DOM MEŠTIANSKY            |
| ja   | Datei hochladen | Bürgerhaus(sk) ObjektID: 707-3184/0                                 | Hlavná ul. 12 Standort KG: Prešov Konskr.Nr.: 2948       | prejazdový,radový                                   | Reihenhaus, Passage | č. NKP: 707-3184/0 Stand des NKP: 2012-02-08 Name: DOM MEŠTIANSKY            |
| ja   | Datei hochladen | Wohnhaus(sk) ObjektID: 707-3185/0                                   | Hlavná ul. 13 Standort KG: Prešov Konskr.Nr.: 2877       | pavlačový,nárožný; De Rossiho dom                   | Eckhaus, De Rossi-Haus | č. NKP: 707-3185/0 Stand des NKP: 2012-02-08 Name: DOM BYTOVÝ                |
| ja   | Datei hochladen | Bürgerhaus(sk) ObjektID: 707-3186/1                                 | Hlavná ul. 14 Standort KG: Prešov Konskr.Nr.: 2949       | prejazdový,radový                                   | Reihenhaus, Passage | č. NKP: 707-3186/1 Stand des NKP: 2012-02-08 Name: DOM MEŠTIANSKY            |
| ja   | Datei hochladen | Skulptur(sk) ObjektID: 707-3186/2                                   | Hlavná ul. 14 KG: Prešov Konskr.Nr.: 2949                | Panna Mária-Immaculata; socha Immaculaty            | Unbefleckte Jungfrau Maria | č. NKP: 707-3186/2 Stand des NKP: 2012-02-08 Name: SOCHA-VSA                 |
| ja   | Datei hochladen | Geschäftshaus(sk) ObjektID: 707-2245/1                              | Hlavná ul. 15 Standort KG: Prešov Konskr.Nr.: 2878       | nárožný; Starý Prior-Rozvoj                         | Eckhaus, alte ? | č. NKP: 707-2245/1 Stand des NKP: 2012-02-08 Name: DOM OBCHODNÝ              |
| ja   | Datei hochladen | Statue(sk) ObjektID: 707-2245/2                                     | Hlavná ul. 15 Standort KG: Prešov Konskr.Nr.: 2878       | žena v drapérii; socha ženy v drapérii              | Statue einer Frau in Faltenwurf | č. NKP: 707-2245/2 Stand des NKP: 2012-02-08 Name: SOCHA                     |
| ja   | Datei hochladen | Bürgerhaus(sk) ObjektID: 707-3188/0                                 | Hlavná ul. 16 Standort KG: Prešov Konskr.Nr.: 2950       | prejazdový,radový; knižnica                         | Reihenhaus, Passage, Bibliothek | č. NKP: 707-3188/0 Stand des NKP: 2012-02-08 Name: DOM MEŠTIANSKY            |
| ja   | Datei hochladen | Bürgerhaus(sk) ObjektID: 707-3189/0                                 | Hlavná ul. 17 Standort KG: Prešov Konskr.Nr.: 2879       | prejazdový,radový                                   | Reihenhaus, Passage | č. NKP: 707-3189/0 Stand des NKP: 2012-02-08 Name: DOM MEŠTIANSKY            |
| ja   | Datei hochladen | Bürgerhaus(sk) ObjektID: 707-3190/0                                 | Hlavná ul. 18 Standort KG: Prešov Konskr.Nr.: 2951       | prejazdový,radový                                   | Reihenhaus, Passage | č. NKP: 707-3190/0 Stand des NKP: 2012-02-08 Name: DOM MEŠTIANSKY            |
| ja   | Datei hochladen | Bürgerhaus(sk) ObjektID: 707-3191/0                                 | Hlavná ul. 19 Standort KG: Prešov Konskr.Nr.:            | prejazdový,radový                                   | Reihenhaus, Passage | č. NKP: 707-3191/0 Stand des NKP: 2012-02-08 Name: DOM MEŠTIANSKY            |
| ja   | Datei hochladen | Bürgerhaus(sk) ObjektID: 707-3192/0                                 | Hlavná ul. 20 Standort KG: Prešov Konskr.Nr.: 2952       | prejazdový,radový                                   | Reihenhaus, Passage | č. NKP: 707-3192/0 Stand des NKP: 2012-02-08 Name: DOM MEŠTIANSKY            |
| ja   | Datei hochladen | Wohnhaus(sk) ObjektID: 707-3193/0                                   | Hlavná ul. 21 Standort KG: Prešov Konskr.Nr.: 2881       | radový                                              | Reihenhaus | č. NKP: 707-3193/0 Stand des NKP: 2012-02-08 Name: DOM BYTOVÝ                |
| ja   | Datei hochladen | Bürgerhaus(sk) ObjektID: 707-3194/0                                 | Hlavná ul. 22 Standort KG: Prešov Konskr.Nr.: 2953       | radový                                              | Reihenhaus | č. NKP: 707-3194/0 Stand des NKP: 2012-02-08 Name: DOM MEŠTIANSKY            |
| ja   | Datei hochladen | Bürgerhaus(sk) ObjektID: 707-3195/0                                 | Hlavná ul. 23 Standort KG: Prešov Konskr.Nr.: 2882       | prejazdový,radový                                   | Reihenhaus, Passage | č. NKP: 707-3195/0 Stand des NKP: 2012-02-08 Name: DOM MEŠTIANSKY            |
| ja   | Datei hochladen | Bürgerhaus(sk) ObjektID: 707-3196/0                                 | Hlavná ul. 24 Standort KG: Prešov Konskr.Nr.: 2954       | priechodový,radový                                  | Reihenhaus, Passage | č. NKP: 707-3196/0 Stand des NKP: 2012-02-08 Name: DOM MEŠTIANSKY            |
| ja   | Datei hochladen | Bürgerhaus(sk) ObjektID: 707-3197/0                                 | Hlavná ul. 25 Standort KG: Prešov Konskr.Nr.: 2883       | prejazdový,radový                                   | Reihenhaus, Passage | č. NKP: 707-3197/0 Stand des NKP: 2012-02-08 Name: DOM MEŠTIANSKY            |
| ja   | Datei hochladen | Bürgerhaus(sk) ObjektID: 707-3198/0                                 | Hlavná ul. 26 Standort KG: Prešov Konskr.Nr.: 2955       | prejazdový,radový                                   | Reihenhaus, Passage | č. NKP: 707-3198/0 Stand des NKP: 2012-02-08 Name: DOM MEŠTIANSKY            |
| ja   | Datei hochladen | Bürgerhaus(sk) ObjektID: 707-3199/0                                 | Hlavná ul. 27 Standort KG: Prešov Konskr.Nr.: 2884       | prejazdový,radový                                   | Reihenhaus, Passage | č. NKP: 707-3199/0 Stand des NKP: 2012-02-08 Name: DOM MEŠTIANSKY            |
| ja   | Datei hochladen | Bürgerhaus(sk) ObjektID: 707-3200/0                                 | Hlavná ul. 28 Standort KG: Prešov Konskr.Nr.: 2956       | prejazdový,nárožný                                  | Eckhaus, Passage | č. NKP: 707-3200/0 Stand des NKP: 2012-02-08 Name: DOM MEŠTIANSKY            |
| ja   | Datei hochladen | Bürgerhaus(sk) ObjektID: 707-3201/0                                 | Hlavná ul. 29 Standort KG: Prešov Konskr.Nr.: 2885       | prejazdový,radový                                   | Reihenhaus, Passage | č. NKP: 707-3201/0 Stand des NKP: 2012-02-08 Name: DOM MEŠTIANSKY            |
| ja   | Datei hochladen | Bürgerhaus(sk) ObjektID: 707-4100/0                                 | Hlavná ul. 30 Standort KG: Prešov Konskr.Nr.: 2957       | radový                                              | Reihenhaus? Eck-? | č. NKP: 707-4100/0 Stand des NKP: 2012-02-08 Name: DOM MEŠTIANSKY            |
| ja   | Datei hochladen | Bürgerhaus(sk) ObjektID: 707-3202/0                                 | Hlavná ul. 31 Standort KG: Prešov Konskr.Nr.: 2886       | prejazdový,radový                                   | Reihenhaus, Passage | č. NKP: 707-3202/0 Stand des NKP: 2012-02-08 Name: DOM MEŠTIANSKY            |
| ja   | Datei hochladen | Bürgerhaus(sk) ObjektID: 707-3203/0                                 | Hlavná ul. 32 Standort KG: Prešov Konskr.Nr.: 2958       | prejazdový,radový; dom s býv.Ľudovou hvezdárňou     | Reihenhaus, Passage, Haus mit ehemaliger Volkssternwarte                                                                                                  | č. NKP: 707-3203/0 Stand des NKP: 2012-02-08 Name: DOM MEŠTIANSKY            |
| ja   | Datei hochladen | Sternwarte(sk) ObjektID: 707-4241/0                                 | Hlavná ul. 32 Standort KG: Prešov Konskr.Nr.: 2958       | radový; Astronom.pozorovat.                         | Reihenhaus für astronomische Beobachtungen | č. NKP: 707-4241/0 Stand des NKP: 2012-02-08 Name: HVEZDÁREŇ                 |
| ja   | Datei hochladen | Bürgerhaus(sk) ObjektID: 707-3204/0                                 | Hlavná ul. 33 Standort KG: Prešov Konskr.Nr.: 2887       | prejazdový,radový                                   | Reihenhaus, Passage | č. NKP: 707-3204/0 Stand des NKP: 2012-02-08 Name: DOM MEŠTIANSKY            |
| ja   | Datei hochladen | Bürgerhaus(sk) ObjektID: 707-3205/0                                 | Hlavná ul. 34 Standort KG: Prešov Konskr.Nr.: 2959,12737 | prejazdový,radový                                   | Reihenhaus, Passage | č. NKP: 707-3205/0 Stand des NKP: 2012-02-08 Name: DOM MEŠTIANSKY            |
| ja   | Datei hochladen | Bürgerhaus(sk) ObjektID: 707-3206/0                                 | Hlavná ul. 35 Standort KG: Prešov Konskr.Nr.: 2888       | radový                                              | Reihenhaus | č. NKP: 707-3206/0 Stand des NKP: 2012-02-08 Name: DOM MEŠTIANSKY            |
| ja   | Datei hochladen | Bürgerhaus(sk) ObjektID: 707-3207/0                                 | Hlavná ul. 36 Standort KG: Prešov Konskr.Nr.: 2960       | prejazdový,radový                                   | Reihenhaus, Passage | č. NKP: 707-3207/0 Stand des NKP: 2012-02-08 Name: DOM MEŠTIANSKY            |
| ja   | Datei hochladen | Bürgerhaus(sk) ObjektID: 707-3208/0                                 | Hlavná ul. 37 Standort KG: Prešov Konskr.Nr.: 2889       | prejazdový,radový                                   | Reihenhaus, Passage | č. NKP: 707-3208/0 Stand des NKP: 2012-02-08 Name: DOM MEŠTIANSKY            |
| ja   | Datei hochladen | Bürgerhaus(sk) ObjektID: 707-3209/0                                 | Hlavná ul. 38 Standort KG: Prešov Konskr.Nr.: 2961       | priechodový,radový; starý Tuzex                     | Reihenhaus, Passage, Alt Tuzex | č. NKP: 707-3209/0 Stand des NKP: 2012-02-08 Name: DOM MEŠTIANSKY            |
| ja   | Datei hochladen | Bürgerhaus(sk) ObjektID: 707-3210/0                                 | Hlavná ul. 39 Standort KG: Prešov Konskr.Nr.:            | prejazdový,radový                                   | Reihenhaus, Passage | č. NKP: 707-3210/0 Stand des NKP: 2012-02-08 Name: DOM MEŠTIANSKY            |
| ja   | Datei hochladen | Bürgerhaus(sk) ObjektID: 707-3211/0                                 | Hlavná ul. 40 Standort KG: Prešov Konskr.Nr.: 2962       | prejazdový,radový                                   | Reihenhaus, Passage | č. NKP: 707-3211/0 Stand des NKP: 2012-02-08 Name: DOM MEŠTIANSKY            |
| ja   | Datei hochladen | Bürgerhaus(sk) ObjektID: 707-3212/0                                 | Hlavná ul. 41 Standort KG: Prešov Konskr.Nr.: 2891       | prejazdový,radový                                   | Reihenhaus, Passage | č. NKP: 707-3212/0 Stand des NKP: 2012-02-08 Name: DOM MEŠTIANSKY            |
| ja   | Datei hochladen | Bürgerhaus(sk) ObjektID: 707-3213/0                                 | Hlavná ul. 42 Standort KG: Prešov Konskr.Nr.: 2963       | prejazdový,radový                                   | Reihenhaus, Passage | č. NKP: 707-3213/0 Stand des NKP: 2012-02-08 Name: DOM MEŠTIANSKY            |
| ja   | Datei hochladen | Bürgerhaus(sk) ObjektID: 707-3214/0                                 | Hlavná ul. 43 Standort KG: Prešov Konskr.Nr.: 2892       | priechodový,radový                                  | Reihenhaus, Passage | č. NKP: 707-3214/0 Stand des NKP: 2012-02-08 Name: DOM MEŠTIANSKY            |
| ja   | Datei hochladen | Bürgerhaus(sk) ObjektID: 707-3215/0                                 | Hlavná ul. 44 Standort KG: Prešov Konskr.Nr.: 2964       | prejazdový,radový                                   | Reihenhaus, Passage | č. NKP: 707-3215/0 Stand des NKP: 2012-02-08 Name: DOM MEŠTIANSKY            |
| ja   | Datei hochladen | Bürgerhaus(sk) ObjektID: 707-3216/0                                 | Hlavná ul. 45 Standort KG: Prešov Konskr.Nr.: 2893       |                                                     | | č. NKP: 707-3216/0 Stand des NKP: 2012-02-08 Name: DOM MEŠTIANSKY            |
| ja   | Datei hochladen | Bürgerhaus(sk) ObjektID: 707-3218/0                                 | Hlavná ul. 46 Standort KG: Prešov Konskr.Nr.: 2965,11650 | prejazdový,radový; historická budova DJZ,adm.prie   | Reihenhaus, Passage | č. NKP: 707-3218/0 Stand des NKP: 2012-02-08 Name: DOM MEŠTIANSKY            |
| ja   | Datei hochladen | Bürgerhaus(sk) ObjektID: 707-3217/0                                 | Hlavná ul. 47 Standort KG: Prešov Konskr.Nr.: 2894       | prejazdový,radový                                   | Reihenhaus, Passage | č. NKP: 707-3217/0 Stand des NKP: 2012-02-08 Name: DOM MEŠTIANSKY            |
| ja   | Datei hochladen | Bürgerhaus(sk) ObjektID: 707-3220/0                                 | Hlavná ul. 48 Standort KG: Prešov Konskr.Nr.: 11649      | prejazdový,radový; historická budova DJZ            | Reihenhaus, Passage | č. NKP: 707-3220/0 Stand des NKP: 2012-02-08 Name: DOM MEŠTIANSKY            |
| ja   | Datei hochladen | Bürgerhaus(sk) ObjektID: 707-3219/0                                 | Hlavná ul. 49 Standort KG: Prešov Konskr.Nr.: 2895       | prejazdový,radový                                   | Reihenhaus, Passage | č. NKP: 707-3219/0 Stand des NKP: 2012-02-08 Name: DOM MEŠTIANSKY            |
| ja   | Datei hochladen | Gedenkhalle Theater(sk) ObjektID: 707-2063/1                        | Hlavná ul. 50 Standort KG: Prešov Konskr.Nr.: 6395       | Štúr Ľudovít; PKO                                   | für Ľudovít Štúr, Politiker, Philosoph, Historiker, Sprachwissenschaftler, Schriftsteller, Dichter, Journalist, Herausgeber und Pädagoge                  | č. NKP: 707-2063/1 Stand des NKP: 2012-02-08 Name: DVORANA DIVADELNÁ PAMÄTNÁ |
| ja   | Datei hochladen | Gedenktafel(sk) ObjektID: 707-2063/2                                | Hlavná ul. 50 Standort KG: Prešov Konskr.Nr.: 6395       | Štúr Ľudovít,Hurban J.                              | für Ľudovít Štúr, Jozef Miloslav Hurban | č. NKP: 707-2063/2 Stand des NKP: 2012-02-08 Name: TABUĽA PAMÄTNÁ            |
| ja   | Datei hochladen | Hotel(sk) ObjektID: 707-4091/0                                      | Hlavná ul. 50 Standort KG: Prešov Konskr.Nr.: 2966,2967  | radový; Čierny orol, Savoy,divadlo                  | Reihenhaus, Schwarzen Adler, Savoy Theater | č. NKP: 707-4091/0 Stand des NKP: 2012-02-08 Name: HOTEL                     |
| ja   | Datei hochladen | Bürgerhaus(sk) ObjektID: 707-3221/0                                 | Hlavná ul. 51 Standort KG: Prešov Konskr.Nr.: 2897       | prejazdový,radový; Šarišská galéria                 | Reihenhaus, Passage, Šarišská Galerie | č. NKP: 707-3221/0 Stand des NKP: 2012-02-08 Name: DOM MEŠTIANSKY            |
| ja   | Datei hochladen | Bürgerhaus(sk) ObjektID: 707-3222/0                                 | Hlavná ul. 52 Standort KG: Prešov Konskr.Nr.: 2968       | prejazdový,radový                                   | Reihenhaus, Passage | č. NKP: 707-3222/0 Stand des NKP: 2012-02-08 Name: DOM MEŠTIANSKY            |
| ja   | Datei hochladen | Bürgerhaus(sk) ObjektID: 707-3223/0                                 | Hlavná ul. 53 Standort KG: Prešov Konskr.Nr.: 2896       | radový                                              | Reihenhaus | č. NKP: 707-3223/0 Stand des NKP: 2012-02-08 Name: DOM MEŠTIANSKY            |
| ja   | Datei hochladen | Bürgerhaus(sk) ObjektID: 707-4101/0                                 | Hlavná ul. 54 Standort KG: Prešov Konskr.Nr.: 2969       | radový; Baťa                                        | Reihenhaus, ? | č. NKP: 707-4101/0 Stand des NKP: 2012-02-08 Name: DOM MEŠTIANSKY            |
| ja   | Datei hochladen | Bürgerhaus(sk) ObjektID: 707-3224/0                                 | Hlavná ul. 55 KG: Prešov Konskr.Nr.: 2898                | prejazdový,radový                                   | Reihenhaus, Passage | č. NKP: 707-3224/0 Stand des NKP: 2012-02-08 Name: DOM MEŠTIANSKY            |
| ja   | Datei hochladen | Bürgerhaus(sk) ObjektID: 707-3225/0                                 | Hlavná ul. 56 Standort KG: Prešov Konskr.Nr.: 8064       | prejazdový,radový                                   | Reihenhaus, Passage | č. NKP: 707-3225/0 Stand des NKP: 2012-02-08 Name: DOM MEŠTIANSKY            |
| ja   | Datei hochladen | Bürgerhaus(sk) ObjektID: 707-3226/0                                 | Hlavná ul. 57 Standort KG: Prešov Konskr.Nr.: 2899       | prejazdový,radový                                   | Reihenhaus, Passage | č. NKP: 707-3226/0 Stand des NKP: 2012-02-08 Name: DOM MEŠTIANSKY            |
| ja   | Datei hochladen | Bürgerhaus(sk) ObjektID: 707-3227/0                                 | Hlavná ul. 58 Standort KG: Prešov Konskr.Nr.: 2971       | prejazdový,radový                                   | Reihenhaus, Passage | č. NKP: 707-3227/0 Stand des NKP: 2012-02-08 Name: DOM MEŠTIANSKY            |
| ja   | Datei hochladen | Bürgerhaus(sk) ObjektID: 707-3228/0                                 | Hlavná ul. 59 Standort KG: Prešov Konskr.Nr.: 2900       | sieňový,radový                                      | Reihenhaus | č. NKP: 707-3228/0 Stand des NKP: 2012-02-08 Name: DOM MEŠTIANSKY            |
| ja   | Datei hochladen | Bürgerhaus(sk) ObjektID: 707-3229/0                                 | Hlavná ul. 60 Standort KG: Prešov Konskr.Nr.: 2972       | prejazdový,radový; lekáreň "U Zlatého orla"         | Reihenhaus, Passage, Goldener Adler Apotheke | č. NKP: 707-3229/0 Stand des NKP: 2012-02-08 Name: DOM MEŠTIANSKY            |
| ja   | Datei hochladen | Bürgerhaus(sk) ObjektID: 707-3230/0                                 | Hlavná ul. 61 Standort KG: Prešov Konskr.Nr.:            | prejazdový,radový; Melódia,Tauthov dom              | Reihenhaus, Passage, Tauthov Haus | č. NKP: 707-3230/0 Stand des NKP: 2012-02-08 Name: DOM MEŠTIANSKY            |
| ja   | Datei hochladen | Bürgerhaus(sk) ObjektID: 707-3231/0                                 | Hlavná ul. 62 Standort KG: Prešov Konskr.Nr.: 2973       | prejazdový,radový; Ruský dom                        | Reihenhaus, Passage, Haus Ruský | č. NKP: 707-3231/0 Stand des NKP: 2012-02-08 Name: DOM MEŠTIANSKY            |
| ja   | Datei hochladen | Bürgerhaus(sk) ObjektID: 707-3232/0                                 | Hlavná ul. 63 Standort KG: Prešov Konskr.Nr.:            | prejazdový                                          | Passage | č. NKP: 707-3232/0 Stand des NKP: 2012-02-08 Name: DOM MEŠTIANSKY            |
| ja   | Datei hochladen | Bürgerhaus(sk) ObjektID: 707-3234/0                                 | Hlavná ul. 64 Standort KG: Prešov Konskr.Nr.: 2975       | radový                                              | Reihenhaus | č. NKP: 707-3234/0 Stand des NKP: 2012-02-08 Name: DOM MEŠTIANSKY            |
| ja   | Datei hochladen | Bürgerhaus(sk) ObjektID: 707-3233/0                                 | Hlavná ul. 65 Standort KG: Prešov Konskr.Nr.:            | radový                                              | Reihenhaus | č. NKP: 707-3233/0 Stand des NKP: 2012-02-08 Name: DOM MEŠTIANSKY            |
| ja   | Datei hochladen | Bürgerhaus(sk) ObjektID: 707-3235/0                                 | Hlavná ul. 66 Standort KG: Prešov Konskr.Nr.: 2974       | radový                                              | Reihenhaus | č. NKP: 707-3235/0 Stand des NKP: 2012-02-08 Name: DOM MEŠTIANSKY            |
| ja   | Datei hochladen | Bürgerhaus(sk) ObjektID: 707-3236/0                                 | Hlavná ul. 67 Standort KG: Prešov Konskr.Nr.:            | radový                                              | Reihenhaus | č. NKP: 707-3236/0 Stand des NKP: 2012-02-08 Name: DOM MEŠTIANSKY            |
| ja   | Datei hochladen | Bürgerhaus(sk) ObjektID: 707-3237/0                                 | Hlavná ul. 68 Standort KG: Prešov Konskr.Nr.: 2976       | radový                                              | Reihenhaus | č. NKP: 707-3237/0 Stand des NKP: 2012-02-08 Name: DOM MEŠTIANSKY            |
| ja   | Datei hochladen | Bürgerhaus(sk) ObjektID: 707-3238/0                                 | Hlavná ul. 69 Standort KG: Prešov Konskr.Nr.: 2905       | radový                                              | Reihenhaus | č. NKP: 707-3238/0 Stand des NKP: 2012-02-08 Name: DOM MEŠTIANSKY            |
| ja   | Datei hochladen | Bürgerhaus(sk) ObjektID: 707-3239/0                                 | Hlavná ul. 70 Standort KG: Prešov Konskr.Nr.: 2977,7993  | radový                                              | Reihenhaus | č. NKP: 707-3239/0 Stand des NKP: 2012-02-08 Name: DOM MEŠTIANSKY            |
| ja   | Datei hochladen | Bürgerhaus(sk) ObjektID: 707-3240/0                                 | Hlavná ul. 71 Standort KG: Prešov Konskr.Nr.:            | radový                                              | Reihenhaus | č. NKP: 707-3240/0 Stand des NKP: 2012-02-08 Name: DOM MEŠTIANSKY            |
| ja   | Datei hochladen | Bürgerhaus(sk) ObjektID: 707-3241/0                                 | Hlavná ul. 72 Standort KG: Prešov Konskr.Nr.: 2978       | radový                                              | Reihenhaus | č. NKP: 707-3241/0 Stand des NKP: 2012-02-08 Name: DOM MEŠTIANSKY            |
| ja   | Datei hochladen | Rathaus(sk) ObjektID: 707-1440/1                                    | Hlavná ul. 73 Standort KG: Prešov Konskr.Nr.: 2907       | prejazdová,radová+nárožná; Mestská radnica          | Reihen- und Eckhaus | č. NKP: 707-1440/1 Stand des NKP: 2012-02-08 Name: RADNICA                   |
| ja   | Datei hochladen | Bürgerhaus(sk) ObjektID: 707-3242/0                                 | Hlavná ul. 74 Standort KG: Prešov Konskr.Nr.: 2979,7269  |                                                     | | č. NKP: 707-3242/0 Stand des NKP: 2012-02-08 Name: DOM MEŠTIANSKY            |
| ja   | Datei hochladen | Bürgerhaus(sk) ObjektID: 707-3243/0                                 | Hlavná ul. 75 Standort KG: Prešov Konskr.Nr.:            | radový                                              | Reihenhaus | č. NKP: 707-3243/0 Stand des NKP: 2012-02-08 Name: DOM MEŠTIANSKY            |
| ja   | Datei hochladen | Bürgerhaus(sk) ObjektID: 707-3244/0                                 | Hlavná ul. 76 Standort KG: Prešov Konskr.Nr.:            | radový                                              | Reihenhaus | č. NKP: 707-3244/0 Stand des NKP: 2012-02-08 Name: DOM MEŠTIANSKY            |
| ja   | Datei hochladen | Bürgerhaus(sk) ObjektID: 707-3245/0                                 | Hlavná ul. 77 Standort KG: Prešov Konskr.Nr.: 2909       | radový                                              | Reihenhaus | č. NKP: 707-3245/0 Stand des NKP: 2012-02-08 Name: DOM MEŠTIANSKY            |
| ja   | Datei hochladen | Bürgerhaus(sk) ObjektID: 707-3246/0                                 | Hlavná ul. 78 Standort KG: Prešov Konskr.Nr.: 2981       | radový                                              | Reihenhaus | č. NKP: 707-3246/0 Stand des NKP: 2012-02-08 Name: DOM MEŠTIANSKY            |
| ja   | Datei hochladen | Bürgerhaus(sk) ObjektID: 707-3247/0                                 | Hlavná ul. 79 Standort KG: Prešov Konskr.Nr.:            | radový                                              | Reihenhaus | č. NKP: 707-3247/0 Stand des NKP: 2012-02-08 Name: DOM MEŠTIANSKY            |
| ja   | Datei hochladen | Gedenkhaus(sk) ObjektID: 707-1457/1                                 | Hlavná ul. 80 Standort KG: Prešov Konskr.Nr.: 2982       |                                                     | | č. NKP: 707-1457/1 Stand des NKP: 2012-02-08 Name: DOM MEŠTIANSKY PAMÄTNÝ    |
| ja   | Datei hochladen | Gedenktafel(sk) ObjektID: 707-1457/2                                | Hlavná ul. 80 Standort KG: Prešov Konskr.Nr.: 2982       | Straka Ján; 1858-1934,nár.budit.                    | für Ján Straka, ?, Mitunterzeichner der Martin-Erklärung 1918                                                                                             | č. NKP: 707-1457/2 Stand des NKP: 2012-02-08 Name: TABUĽA PAMÄTNÁ            |
| ja   | Datei hochladen | Bürgerhaus(sk) ObjektID: 707-11078/0                                | Hlavná ul. 80A Standort KG: Prešov Konskr.Nr.: 3326      | nárožný                                             | Eckhaus | č. NKP: 707-11078/0 Stand des NKP: 2012-02-08 Name: DOM MEŠTIANSKY           |
| ja   | Datei hochladen | Bürgerhaus(sk) ObjektID: 707-3249/0                                 | Hlavná ul. 81 Standort KG: Prešov Konskr.Nr.: 2911       | radový                                              | Reihenhaus | č. NKP: 707-3249/0 Stand des NKP: 2012-02-08 Name: DOM MEŠTIANSKY            |
| ja   | Datei hochladen | Bürgerhaus(sk) ObjektID: 707-3250/0                                 | Hlavná ul. 82 Standort KG: Prešov Konskr.Nr.: 2983       | radový                                              | Reihenhaus | č. NKP: 707-3250/0 Stand des NKP: 2012-02-08 Name: DOM MEŠTIANSKY            |
| ja   | Datei hochladen | Bürgerhaus(sk) ObjektID: 707-3251/0                                 | Hlavná ul. 83 Standort KG: Prešov Konskr.Nr.: 2912       | radový                                              | Reihenhaus | č. NKP: 707-3251/0 Stand des NKP: 2012-02-08 Name: DOM MEŠTIANSKY            |
| ja   | Datei hochladen | Bürgerhaus(sk) ObjektID: 707-3252/0                                 | Hlavná ul. 84 Standort KG: Prešov Konskr.Nr.: 2984       | radový                                              | Reihenhaus | č. NKP: 707-3252/0 Stand des NKP: 2012-02-08 Name: DOM MEŠTIANSKY            |
| ja   | Datei hochladen | Bürgerhaus(sk) ObjektID: 707-3253/0                                 | Hlavná ul. 85 Standort KG: Prešov Konskr.Nr.: 2913       | radový                                              | Reihenhaus | č. NKP: 707-3253/0 Stand des NKP: 2012-02-08 Name: DOM MEŠTIANSKY            |
| ja   | Datei hochladen | Bürgerhaus(sk) ObjektID: 707-3256/0                                 | Hlavná ul. 86 Standort KG: Prešov Konskr.Nr.: 2985       | radový; Radócziho dom                               | Reihenhaus, Haus Radóczi | č. NKP: 707-3256/0 Stand des NKP: 2012-02-08 Name: DOM MEŠTIANSKY            |
| ja   | Datei hochladen | Bürgerhaus(sk) ObjektID: 707-3254/0                                 | Hlavná ul. 87 Standort KG: Prešov Konskr.Nr.: 2914       | radový                                              | Reihenhaus | č. NKP: 707-3254/0 Stand des NKP: 2012-02-08 Name: DOM MEŠTIANSKY            |
| ja   | Datei hochladen | Bürgerhaus(sk) ObjektID: 707-4094/0                                 | Hlavná ul. 88 Standort KG: Prešov Konskr.Nr.: 2986       | radový; Múzeum                                      | Reihenhaus, Museum | č. NKP: 707-4094/0 Stand des NKP: 2012-02-08 Name: DOM MEŠTIANSKY            |
| ja   | Datei hochladen | Bürgerhaus(sk) ObjektID: 707-3255/0                                 | Hlavná ul. 89 Standort KG: Prešov Konskr.Nr.: 2915       | radový                                              | Reihenhaus | č. NKP: 707-3255/0 Stand des NKP: 2012-02-08 Name: DOM MEŠTIANSKY            |
| ja   | Datei hochladen | Bürgerhaus(sk) ObjektID: 707-4095/0                                 | Hlavná ul. 90 Standort KG: Prešov Konskr.Nr.: 2987       | radový; Múzeum                                      | Reihenhaus, Museum ? | č. NKP: 707-4095/0 Stand des NKP: 2012-02-08 Name: DOM MEŠTIANSKY            |
| ja   | Datei hochladen | Bürgerhaus(sk) ObjektID: 707-3257/0                                 | Hlavná ul. 91 Standort KG: Prešov Konskr.Nr.: 2916       | radový                                              | Reihenhaus | č. NKP: 707-3257/0 Stand des NKP: 2012-02-08 Name: DOM MEŠTIANSKY            |
| ja   | Datei hochladen | Bürgerhaus(sk) ObjektID: 707-3258/0                                 | Hlavná ul. 92 Standort KG: Prešov Konskr.Nr.: 2988       | radový                                              | Reihenhaus | č. NKP: 707-3258/0 Stand des NKP: 2012-02-08 Name: DOM MEŠTIANSKY            |
| ja   | Datei hochladen | Bürgerhaus(sk) ObjektID: 707-3259/0                                 | Hlavná ul. 93 Standort KG: Prešov Konskr.Nr.: 2917       | radový                                              | Reihenhaus | č. NKP: 707-3259/0 Stand des NKP: 2012-02-08 Name: DOM MEŠTIANSKY            |
| ja   | Datei hochladen | Bürgerhaus(sk) ObjektID: 707-3260/0                                 | Hlavná ul. 94 Standort KG: Prešov Konskr.Nr.: 2989       | radový                                              | Reihenhaus | č. NKP: 707-3260/0 Stand des NKP: 2012-02-08 Name: DOM MEŠTIANSKY            |
| ja   | Datei hochladen | Bürgerhaus(sk) ObjektID: 707-1444/1                                 | Hlavná ul. 95 Standort KG: Prešov Konskr.Nr.: 2918       | radový; hotel Carpe Diem                            | Reihenhaus, Hotel Carpe Diem | č. NKP: 707-1444/1 Stand des NKP: 2012-02-08 Name: DOM MEŠTIANSKY            |
| ja   | Datei hochladen | Bürgerhaus(sk) ObjektID: 707-3261/0                                 | Hlavná ul. 96 Standort KG: Prešov Konskr.Nr.: 2990       | radový                                              | Reihenhaus | č. NKP: 707-3261/0 Stand des NKP: 2012-02-08 Name: DOM MEŠTIANSKY            |
| ja   | Datei hochladen | Bürgerhaus(sk) ObjektID: 707-3262/0                                 | Hlavná ul. 97 Standort KG: Prešov Konskr.Nr.: 2919       | prejazdový,radový                                   | Reihenhaus, Passage | č. NKP: 707-3262/0 Stand des NKP: 2012-02-08 Name: DOM MEŠTIANSKY            |
| ja   | Datei hochladen | Bürgerhaus(sk) ObjektID: 707-3344/0                                 | Hlavná ul. 98 Standort KG: Prešov Konskr.Nr.: 2991       | radový                                              | Reihenhaus | č. NKP: 707-3344/0 Stand des NKP: 2012-02-08 Name: DOM MEŠTIANSKY            |
| ja   | Datei hochladen | DOM MEŠTIANSKY I. ObjektID: 707-3263/1                              | Hlavná ul. 99 Standort KG: Prešov Konskr.Nr.: 2920       | prejazdový,radový; Knižnica na Hlavnej              | Reihenhaus, Passage, Zentralbibliothek | č. NKP: 707-3263/1 Stand des NKP: 2012-02-08 Name: DOM MEŠTIANSKY I.         |
| ja   | Datei hochladen | Bürgerhaus(sk) ObjektID: 707-3264/0                                 | Hlavná ul. 100 Standort KG: Prešov Konskr.Nr.: 2992      | radový                                              | Reihenhaus | č. NKP: 707-3264/0 Stand des NKP: 2012-02-08 Name: DOM MEŠTIANSKY            |
| ja   | Datei hochladen | Bürgerhaus(sk) ObjektID: 707-3265/0                                 | Hlavná ul. 101 Standort KG: Prešov Konskr.Nr.: 2921      | radový                                              | Reihenhaus | č. NKP: 707-3265/0 Stand des NKP: 2012-02-08 Name: DOM MEŠTIANSKY            |
| ja   | Datei hochladen | Wohnhaus(sk) ObjektID: 707-3266/0                                   | Hlavná ul. 102 Standort KG: Prešov Konskr.Nr.: 2993      | radový                                              | Reihenhaus | č. NKP: 707-3266/0 Stand des NKP: 2012-02-08 Name: DOM BYTOVÝ                |
| ja   | Datei hochladen | Bürgerhaus(sk) ObjektID: 707-3267/0                                 | Hlavná ul. 103 Standort KG: Prešov Konskr.Nr.: 2922      | radový                                              | Reihenhaus | č. NKP: 707-3267/0 Stand des NKP: 2012-02-08 Name: DOM MEŠTIANSKY            |
| ja   | Datei hochladen | Wohnhaus(sk) ObjektID: 707-4092/0                                   | Hlavná ul. 104 Standort KG: Prešov Konskr.Nr.: 2994      | radový                                              | Reihenhaus | č. NKP: 707-4092/0 Stand des NKP: 2012-02-08 Name: DOM BYTOVÝ                |
| ja   | Datei hochladen | Bürgerhaus(sk) ObjektID: 707-3268/0                                 | Hlavná ul. 105 Standort KG: Prešov Konskr.Nr.: 2923      | radový                                              | Reihenhaus | č. NKP: 707-3268/0 Stand des NKP: 2012-02-08 Name: DOM MEŠTIANSKY            |
| ja   | Datei hochladen | Bürgerhaus(sk) ObjektID: 707-3269/0                                 | Hlavná ul. 106 Standort KG: Prešov Konskr.Nr.: 2995      | radový                                              | Reihenhaus | č. NKP: 707-3269/0 Stand des NKP: 2012-02-08 Name: DOM MEŠTIANSKY            |
| ja   | Datei hochladen | Bürgerhaus(sk) ObjektID: 707-3270/0                                 | Hlavná ul. 107 Standort KG: Prešov Konskr.Nr.: 2924      | radový                                              | Reihenhaus | č. NKP: 707-3270/0 Stand des NKP: 2012-02-08 Name: DOM MEŠTIANSKY            |
| ja   | Datei hochladen | Bürgerhaus(sk) ObjektID: 707-4093/0                                 | Hlavná ul. 108 Standort KG: Prešov Konskr.Nr.: 2996      | radový                                              | Reihenhaus | č. NKP: 707-4093/0 Stand des NKP: 2012-02-08 Name: DOM MEŠTIANSKY            |
| ja   | Datei hochladen | Bürgerhaus(sk) ObjektID: 707-3272/0                                 | Hlavná ul. 110 Standort KG: Prešov Konskr.Nr.: 2997      | radový                                              | Reihenhaus | č. NKP: 707-3272/0 Stand des NKP: 2012-02-08 Name: DOM MEŠTIANSKY            |
| ja   | Datei hochladen | Bürgerhaus(sk) ObjektID: 707-3273/0                                 | Hlavná ul. 111 Standort KG: Prešov Konskr.Nr.: 2926      | radový                                              | Reihenhaus | č. NKP: 707-3273/0 Stand des NKP: 2012-02-08 Name: DOM MEŠTIANSKY            |
| ja   | Datei hochladen | Bürgerhaus(sk) ObjektID: 707-3274/0                                 | Hlavná ul. 112 Standort KG: Prešov Konskr.Nr.: 2998      | radový                                              | Reihenhaus | č. NKP: 707-3274/0 Stand des NKP: 2012-02-08 Name: DOM MEŠTIANSKY            |
| ja   | Datei hochladen | Bürgerhaus(sk) ObjektID: 707-3275/0                                 | Hlavná ul. 113 Standort KG: Prešov Konskr.Nr.: 2927      | radový                                              | Reihenhaus | č. NKP: 707-3275/0 Stand des NKP: 2012-02-08 Name: DOM MEŠTIANSKY            |
| ja   | Datei hochladen | Bürgerhaus(sk) ObjektID: 707-3276/0                                 | Hlavná ul. 114 Standort KG: Prešov Konskr.Nr.: 2999      | radový                                              | Reihenhaus | č. NKP: 707-3276/0 Stand des NKP: 2012-02-08 Name: DOM MEŠTIANSKY            |
| ja   | Datei hochladen | Bürgerhaus(sk) ObjektID: 707-3277/0                                 | Hlavná ul. 115 Standort KG: Prešov Konskr.Nr.: 2928      | radový; Caraffov dom                                | Reihenhaus, Haus Caraffov | č. NKP: 707-3277/0 Stand des NKP: 2012-02-08 Name: DOM MEŠTIANSKY            |
| ja   | Datei hochladen | Bürgerhaus(sk) ObjektID: 707-3278/0                                 | Hlavná ul. 116 Standort KG: Prešov Konskr.Nr.:           | radový                                              | Reihenhaus | č. NKP: 707-3278/0 Stand des NKP: 2012-02-08 Name: DOM MEŠTIANSKY            |
| ja   | Datei hochladen | Bürgerhaus(sk) ObjektID: 707-3279/0                                 | Hlavná ul. 117 Standort KG: Prešov Konskr.Nr.: 2929      | radový                                              | Reihenhaus | č. NKP: 707-3279/0 Stand des NKP: 2012-02-08 Name: DOM MEŠTIANSKY            |
| ja   | Datei hochladen | Bürgerhaus(sk) ObjektID: 707-3280/0                                 | Hlavná ul. 118 Standort KG: Prešov Konskr.Nr.: 3001      | radový                                              | Reihenhaus | č. NKP: 707-3280/0 Stand des NKP: 2012-02-08 Name: DOM MEŠTIANSKY            |
| ja   | Datei hochladen | Bürgerhaus(sk) ObjektID: 707-3281/0                                 | Hlavná ul. 119 Standort KG: Prešov Konskr.Nr.: 2930      |                                                     | | č. NKP: 707-3281/0 Stand des NKP: 2012-02-08 Name: DOM MEŠTIANSKY            |
| ja   | Datei hochladen | Bürgerhaus(sk) ObjektID: 707-3282/0                                 | Hlavná ul. 120 Standort KG: Prešov Konskr.Nr.: 3002      | radový                                              | Reihenhaus | č. NKP: 707-3282/0 Stand des NKP: 2012-02-08 Name: DOM MEŠTIANSKY            |
| ja   | Datei hochladen | Bürgerhaus(sk) ObjektID: 707-3283/0                                 | Hlavná ul. 121 Standort KG: Prešov Konskr.Nr.: 2931      | nárožný                                             | Eckhaus | č. NKP: 707-3283/0 Stand des NKP: 2012-02-08 Name: DOM MEŠTIANSKY            |
| ja   | Datei hochladen | Bürgerhaus(sk) ObjektID: 707-3284/0                                 | Hlavná ul. 122 Standort KG: Prešov Konskr.Nr.: 3003      | radový                                              | Reihenhaus | č. NKP: 707-3284/0 Stand des NKP: 2012-02-08 Name: DOM MEŠTIANSKY            |
| ja   | Datei hochladen | Bürgerhaus(sk) ObjektID: 707-3285/0                                 | Hlavná ul. 123 Standort KG: Prešov Konskr.Nr.: 2932      | radový                                              | Reihenhaus | č. NKP: 707-3285/0 Stand des NKP: 2012-02-08 Name: DOM MEŠTIANSKY            |
| ja   | Datei hochladen | Bürgerhaus(sk) ObjektID: 707-3286/0                                 | Hlavná ul. 124 Standort KG: Prešov Konskr.Nr.:           | radový                                              | Reihenhaus | č. NKP: 707-3286/0 Stand des NKP: 2012-02-08 Name: DOM MEŠTIANSKY            |
| ja   | Datei hochladen | Bürgerhaus(sk) ObjektID: 707-3287/0                                 | Hlavná ul. 125 Standort KG: Prešov Konskr.Nr.: 2933      | radový                                              | Reihenhaus | č. NKP: 707-3287/0 Stand des NKP: 2012-02-08 Name: DOM MEŠTIANSKY            |
| ja   | Datei hochladen | Bürgerhaus(sk) ObjektID: 707-3288/0                                 | Hlavná ul. 126 Standort KG: Prešov Konskr.Nr.:           | radový                                              | Reihenhaus | č. NKP: 707-3288/0 Stand des NKP: 2012-02-08 Name: DOM MEŠTIANSKY            |
| ja   | Datei hochladen | Bürgerhaus(sk) ObjektID: 707-3289/0                                 | Hlavná ul. 127 Standort KG: Prešov Konskr.Nr.: 2934      | radový                                              | Reihenhaus | č. NKP: 707-3289/0 Stand des NKP: 2012-02-08 Name: DOM MEŠTIANSKY            |
| ja   | Datei hochladen | Bürgerhaus(sk) ObjektID: 707-3290/0                                 | Hlavná ul. 128 Standort KG: Prešov Konskr.Nr.:           | radový                                              | Reihenhaus | č. NKP: 707-3290/0 Stand des NKP: 2012-02-08 Name: DOM MEŠTIANSKY            |
| ja   | Datei hochladen | Bürgerhaus(sk) ObjektID: 707-3291/0                                 | Hlavná ul. 129 Standort KG: Prešov Konskr.Nr.: 2935      | nárožný                                             | Eckhaus | č. NKP: 707-3291/0 Stand des NKP: 2012-02-08 Name: DOM MEŠTIANSKY            |
| ja   | Datei hochladen | Bürgerhaus(sk) ObjektID: 707-3292/0                                 | Hlavná ul. 130 Standort KG: Prešov Konskr.Nr.: 3007      | radový                                              | Reihenhaus | č. NKP: 707-3292/0 Stand des NKP: 2012-02-08 Name: DOM MEŠTIANSKY            |
| ja   | Datei hochladen | Wohnhaus(sk) ObjektID: 707-3293/0                                   | Hlavná ul. 131 Standort KG: Prešov Konskr.Nr.: 2936      | nárožný                                             | Eckhaus | č. NKP: 707-3293/0 Stand des NKP: 2012-02-08 Name: DOM BYTOVÝ                |
| ja   | Datei hochladen | Bürgerhaus(sk) ObjektID: 707-3294/0                                 | Hlavná ul. 132 Standort KG: Prešov Konskr.Nr.:           | radový                                              | Reihenhaus | č. NKP: 707-3294/0 Stand des NKP: 2012-02-08 Name: DOM MEŠTIANSKY            |
| ja   | Datei hochladen | Bürgerhaus(sk) ObjektID: 707-3295/0                                 | Hlavná ul. 133 Standort KG: Prešov Konskr.Nr.: 2937      | radový                                              | Reihenhaus | č. NKP: 707-3295/0 Stand des NKP: 2012-02-08 Name: DOM MEŠTIANSKY            |
| ja   | Datei hochladen | Bürgerhaus(sk) ObjektID: 707-3296/0                                 | Hlavná ul. 134 Standort KG: Prešov Konskr.Nr.:           | radový                                              | Reihenhaus | č. NKP: 707-3296/0 Stand des NKP: 2012-02-08 Name: DOM MEŠTIANSKY            |
| ja   | Datei hochladen | Bürgerhaus(sk) ObjektID: 707-3297/0                                 | Hlavná ul. 135 Standort KG: Prešov Konskr.Nr.: 2938      | radový                                              | Reihenhaus | č. NKP: 707-3297/0 Stand des NKP: 2012-02-08 Name: DOM MEŠTIANSKY            |
| ja   | Datei hochladen | Bürgerhaus(sk) ObjektID: 707-3298/0                                 | Hlavná ul. 136 Standort KG: Prešov Konskr.Nr.: 3010      | radový                                              | Reihenhaus | č. NKP: 707-3298/0 Stand des NKP: 2012-02-08 Name: DOM MEŠTIANSKY            |
| ja   | Datei hochladen | Altes Kollegium(sk) ObjektID: 707-1449/1                            | Hlavná ul. 137 Standort KG: Prešov Konskr.Nr.: 2939      | ev.a.v.,solitér; Staré kolégium                     | altes Evangelisches Kollegium | č. NKP: 707-1449/1 Stand des NKP: 2012-02-08 Name: KOLÉGIUM PAMÄTNÉ          |
| ja   | Datei hochladen | Denkmal(sk) ObjektID: 707-1449/2                                    | Hlavná ul. 137 KG: Prešov Konskr.Nr.: 2939               | prešovské jatky; pomník obet.prešov.súdu,1687       | Denkmal für die Märtyrer von Eperjes | č. NKP: 707-1449/2 Stand des NKP: 2012-02-08 Name: PAMÄTNÍK                  |
| ja   | Datei hochladen | Gedenktafel(sk) ObjektID: 707-1449/3                                | Hlavná ul. 137 KG: Prešov Konskr.Nr.: 2939               | výr.zal.kolégia 300.r.; k 300.výročiu založ.kolégia | für den 300. Jahrestag der Hochschule | č. NKP: 707-1449/3 Stand des NKP: 2012-02-08 Name: TABUĽA PAMÄTNÁ            |
| ja   | Datei hochladen | Gedenktafel(sk) ObjektID: 707-1449/4                                | Hlavná ul. 137 KG: Prešov Konskr.Nr.: 2939               | Komenský J.A.; k 300.výročiu pobytu v Prešove       | für Jan Amos Komenský, Pädagoge, Sprachwissenschaftler, Naturwissenschaftler, Humanist, Philosoph, Politiker, 300. Jahrestag seines Aufenthalts in Presov | č. NKP: 707-1449/4 Stand des NKP: 2012-02-08 Name: TABUĽA PAMÄTNÁ            |
| ja   | Datei hochladen | Gedenktafel(sk) ObjektID: 707-1449/5                                | Hlavná ul. 137 KG: Prešov Konskr.Nr.: 2939               | Hviezdoslav P.O.; PT na pamiat.štúdia               | für Pavol Országh Hviezdoslav | č. NKP: 707-1449/5 Stand des NKP: 2012-02-08 Name: TABUĽA PAMÄTNÁ            |
| ja   | Datei hochladen | Gedenktafel(sk) ObjektID: 707-1449/6                                | Hlavná ul. 137 KG: Prešov Konskr.Nr.: 2939               | Korabinský J.M.; 1740-1811,pedagóg,geograf          | für Johann Matthias Korabinsky, Lehrer, Topograph und Schriftsteller                                                                                      | č. NKP: 707-1449/6 Stand des NKP: 2012-02-08 Name: TABUĽA PAMÄTNÁ            |
| ja   | Datei hochladen | Gedenktafel(sk) ObjektID: 707-1449/7                                | Hlavná ul. 137 KG: Prešov Konskr.Nr.: 2939               | Caban Izák; 1632-1707,pedagóg                       | Izák Caban, Lehrer | č. NKP: 707-1449/7 Stand des NKP: 2012-02-08 Name: TABUĽA PAMÄTNÁ            |
| ja   | Datei hochladen | Bürgerhaus(sk) ObjektID: 707-3299/0                                 | Hlavná ul. 138 Standort KG: Prešov Konskr.Nr.: 3011      | radový                                              | Reihenhaus | č. NKP: 707-3299/0 Stand des NKP: 2012-02-08 Name: DOM MEŠTIANSKY            |
| ja   | Datei hochladen | Schule(sk) ObjektID: 707-4099/0                                     | Hlavná ul. 139 Standort KG: Prešov Konskr.Nr.: 2940      | solitér; Býv.cirkev.ľud.škola,knižnica              | ehem. Kirchenschule, Bibliothek | č. NKP: 707-4099/0 Stand des NKP: 2012-02-08 Name: ŠKOLA                     |
| ja   | Datei hochladen | Bürgerhaus(sk) ObjektID: 707-3300/0                                 | Hlavná ul. 140 Standort KG: Prešov Konskr.Nr.: 3012      | radový                                              | Reihenhaus | č. NKP: 707-3300/0 Stand des NKP: 2012-02-08 Name: DOM MEŠTIANSKY            |
| ja   | Datei hochladen | Kirche(sk) Konkathedrale des heiligen Nikolaus ObjektID: 707-3301/1 | Hlavná ul. 141 Standort KG: Prešov Konskr.Nr.: 2941      | r.k.sv.Mikuláša                                     | römisch-katholische Kirche St. Nikolaus | č. NKP: 707-3301/1 Stand des NKP: 2012-02-08 Name: KOSTOL                    |
| ja   | Datei hochladen | Gedenktafel(sk) ObjektID: 707-3301/2                                | Hlavná ul. 141 KG: Prešov Konskr.Nr.: 2941               | vzbura 1918                                         | für die Rebellion im Jahre 1918 | č. NKP: 707-3301/2 Stand des NKP: 2012-02-08 Name: TABUĽA PAMÄTNÁ            |
| ja   | Datei hochladen | Bürgerhaus(sk) ObjektID: 707-3302/0                                 | Hlavná ul. 142 Standort KG: Prešov Konskr.Nr.: 3013      | radový                                              | Reihenhaus | č. NKP: 707-3302/0 Stand des NKP: 2012-02-08 Name: DOM MEŠTIANSKY            |
| ja   | Datei hochladen | Kirche(sk) ObjektID: 707-3303/0                                     | Hlavná ul. 143 Standort KG: Prešov Konskr.Nr.: 2942      | ev.a.v.                                             | evangelische Kirche | č. NKP: 707-3303/0 Stand des NKP: 2012-02-08 Name: KOSTOL                    |
| ja   | Datei hochladen | Bürgerhaus(sk) ObjektID: 707-3304/0                                 | Hlavná ul. 144 Standort KG: Prešov Konskr.Nr.: 3014      | nárožný                                             | Eckhaus | č. NKP: 707-3304/0 Stand des NKP: 2012-02-08 Name: DOM MEŠTIANSKY            |
| ja   | Datei hochladen | Bürgerhaus(sk) ObjektID: 707-4098/0                                 | Hlavná ul. 146 Standort KG: Prešov Konskr.Nr.: 3015      | radový                                              | Reihenhaus | č. NKP: 707-4098/0 Stand des NKP: 2012-02-08 Name: DOM MEŠTIANSKY            |

## Legende
Die Tabelle enthält im Einzelnen folgende Informationen:
| Foto:                    | Fotografie des Denkmals. |
| Denkmal / č. ÚZPF:       | Die Übersetzung der Bezeichnung des Denkmals, wie sie vom Slowakischen Denkmalamt (Pamiatkový úrad Slovenskej republiky) verwendet wird. Die Originalbezeichnung ist unter dem Fragezeichen angegeben. Fehlt die Übersetzung, so wird die Originalbezeichnung direkt angezeigt. Weiters ist die Objekt-Identifikationsnummer (Objekt ID) angeführt. Sie ist die offizielle, in der Slowakei eindeutige Nummer č. ÚZPF inklusive der zugehörigen Zählnummer, wie sie in den Daten des Denkmalamtes angegeben wird. Da diese nur innerhalb eines Landkreises gezählt wird, ist dessen Nummer der Denkmalnummer vorangestellt. |
| Standort:                | Wenn in der Liste vorhanden, ist die Adresse angegeben. In Klammern kann sich noch eine zusätzliche Adresse befinden, wenn es beispielsweise ein Eckhaus ist. Bei freistehenden Objekten ohne Adresse (zum Beispiel bei Bildstöcken) ist eine Adresse angegeben, die in der Nähe des Objekts liegt. Durch Aufruf des Links Standort wird die Lage des Denkmals in verschiedenen Kartenprojekten angezeigt. Darunter sind die Katastralgemeinde (KG) und, wenn vorhanden, die Konskriptionsnummer (Konskr. Nr.) angegeben.                                                                                                   |
| Offizielle Beschreibung: | Es ist die Kurzbeschreibung auf Slowakisch, wie sie in den offiziellen Listen angegeben ist, eingetragen. |
| Beschreibung:            | Kurze Angaben zum Denkmal auf Deutsch. |
| Metadaten:               | Zusätzlich werden, wenn in den persönlichen Einstellungen das Helferlein Dauerhaftes Einblenden von Metadaten aktiviert ist, ebensolche angezeigt. |

- Karte mit allen Koordinaten:
- OSM |
- WikiMap